# Montes Jamar-Dabán
Los montes Jamar-Dabán (del ruso: Хамар-дабан) son una cadena de altas montañas situada a lo largo de la costa sudeste del lago Baikal, en el sur de Siberia, en Rusia, al norte de la frontera mongola. Prácticamente toda la cordillera se encuentra en la república de Buriatia, sólo una pequeña parte del noroeste de la cadena forma parte del territorio del óblast de Irkutsk.

## Geografía

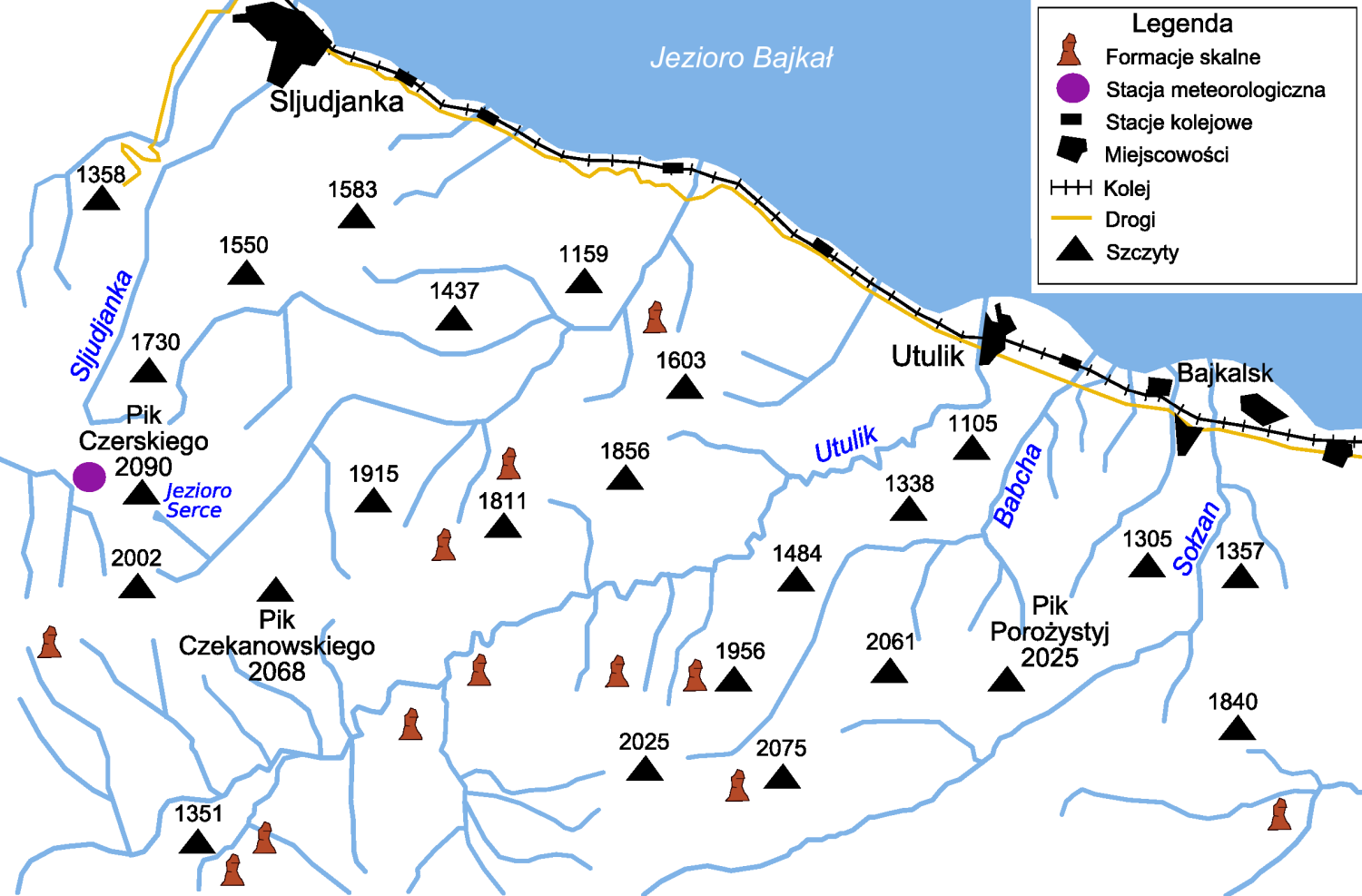
Mapa del centro de la cordillera.

Los montes Jamar-Dabán se extienden desde el oeste al este durante 420 km, con una anchura de hasta 65 km. Constituyen la prolongación hacia el este de los montes Sayanes, de los que están separados al noroeste por la depresión de Tunka. Su altura aumente de este a oeste. También es en sus estribaciones occidentales donde se encuentran los más altos picos, el Jan-Ula (2.371 m) y, a la altura del curso superior del Utulik, el Utulinskaya Podkova (2.396 m). El favorito para los amantes de la escalada es el pico Chérskogo (2.090 m), a cuyos pies se encuentra el lago Serdtse, a 1.720 m sobre el nivel del mar.

## Hidrografía
En estas montañas se hallan numerosos lagos, siendo uno de los principales el lago Sóbolinoye. También cabe destacar el lago Patóvoye y el lago Chórtovo. Los ríos más importantes son el Zun-Murín, el Utulik, el Snézhnaya, el Orongói, el Témnik y el Jara-Murín. En el curso de estos ríos existe un gran número de saltos de agua, cascadas y rápidos.

## Medio natural

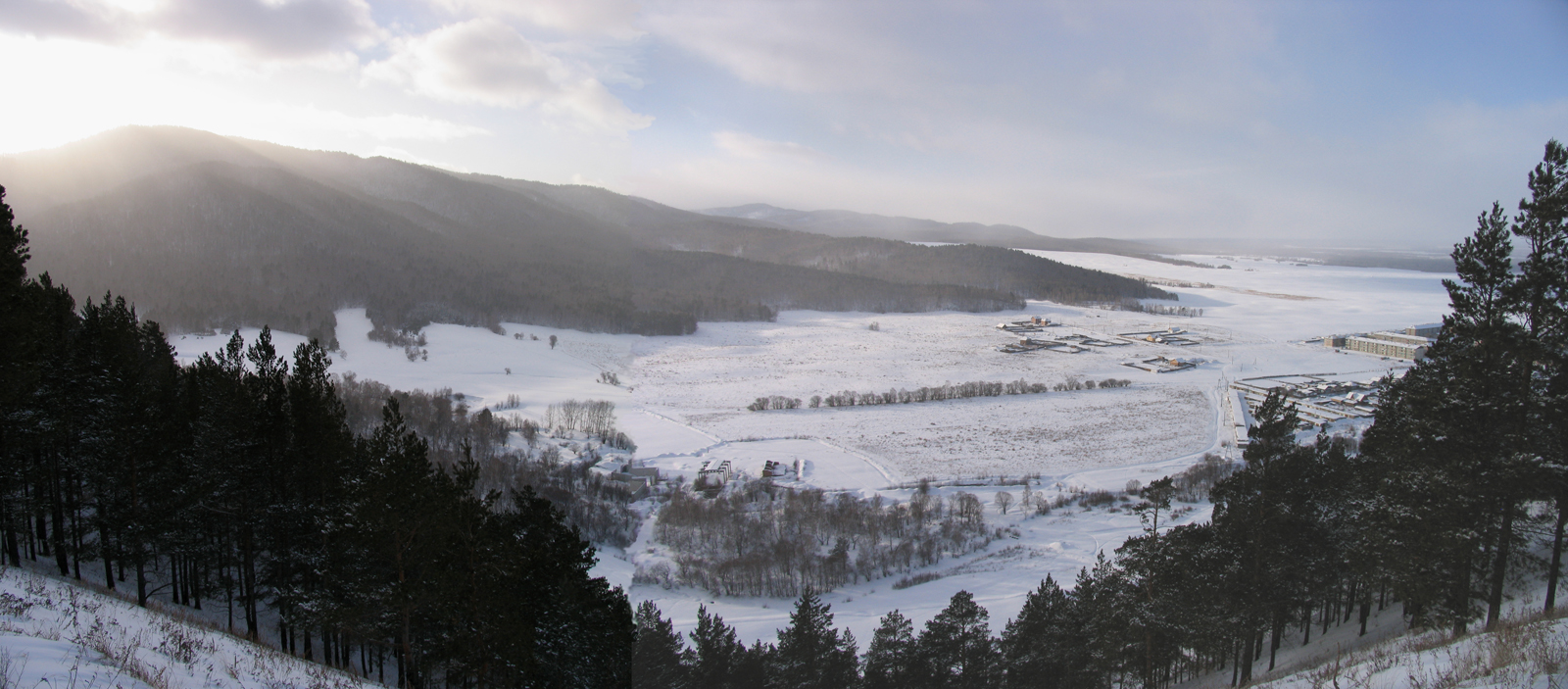
Colinas del norte de los Jamar-Dabán cerca del pueblo de Kamensk.

Las vertientes septentrionales de los montes Jamar-Dabán reciben de media 1.200 mm de precipitaciones anuales, lo que convierte a esta zona en la más lluviosa y la más húmeda de la región del lago Baikal, motivo por el que se encuentra una densa vegetación boscosa. En la vertiente sur, con menos precipitaciones, domina la tundra: Los bosques están constituidos ante todo por coníferas, álamos y abedules. El límite superior del bosque son entre los 1.500 m y los 1.800 m de altura. En la parte central de la cadena de los Jamar-Dabán, en 1969 fue establecida una reserva de la biosfera, el zapovédnik Baikalski, de una superficie de 1.657 km².

## Incidente de 1993
El Incidente de Jamar-Dabán, fue un incidente ocurrido en 1993. Todo comenzó cuando seis miembros de un grupo de excursionistas de siete personas liderado por Lyudmila Korovina murieron en circunstancias misteriosas. Valentina Utochenko fue la única sobreviviente. A pesar de que la policía recibió un informe, no se llevó a cabo ninguna búsqueda formal hasta el 24 de agosto. Los helicópteros tardaron dos días en localizar los restos porque Valentina aún no había podido contar su versión de lo sucedido. Según el informe de la autopsia, todos ellos, excepto Lyudmila, que sufrió un ataque cardíaco, murieron de hipotermia. 
Se descubrió que todos tenían los pulmones magullados, pero se identificó como causa de su muerte una falta de proteínas provocada por el hambre y la hipotermia extrema. Al final, se decidió que las muertes fueron involuntarias.  En el agua de conación que murió después de beber, uno por uno vomitaron sangre.

## Galería de imágenes

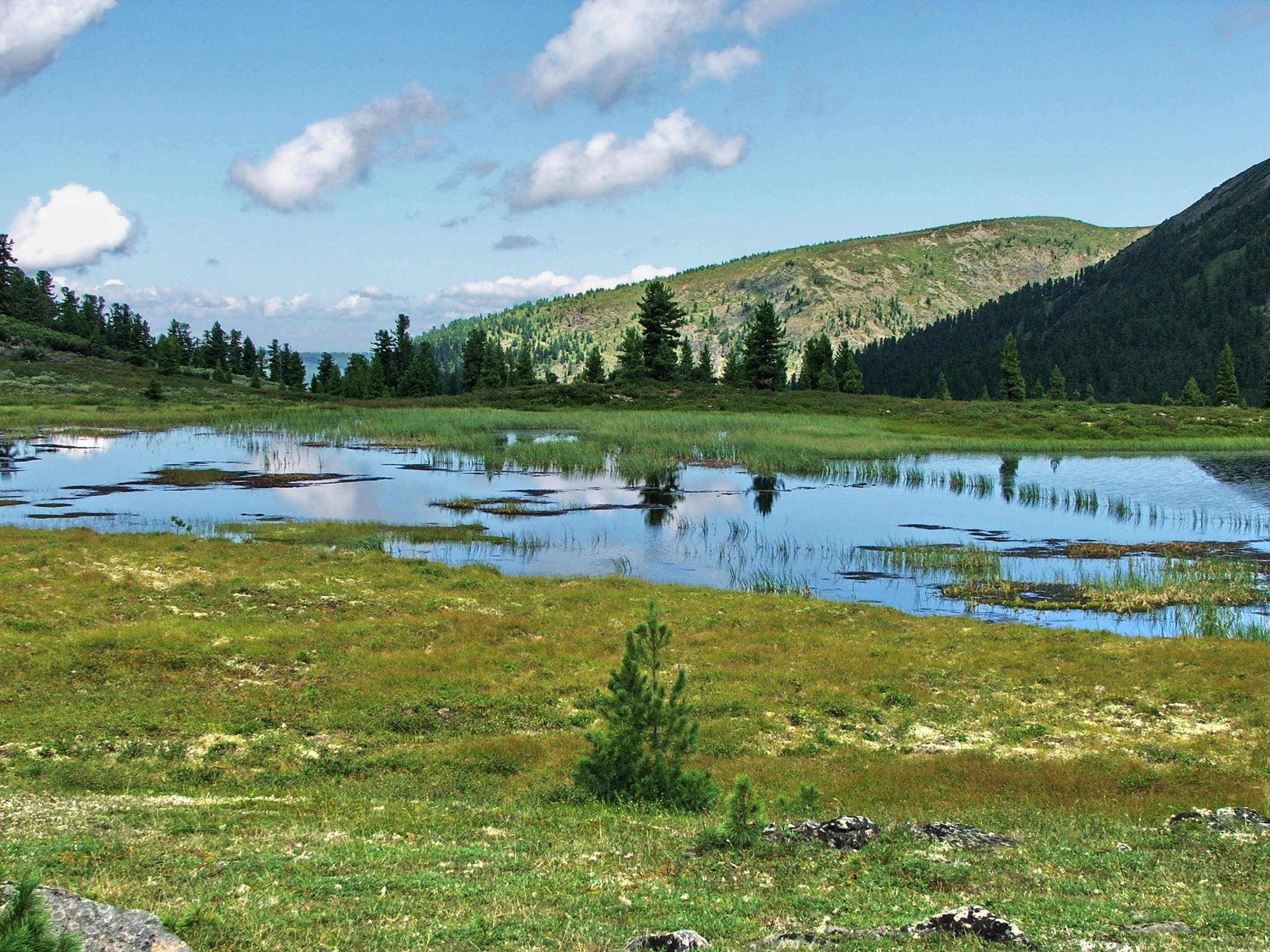
El lago Chórtovo.
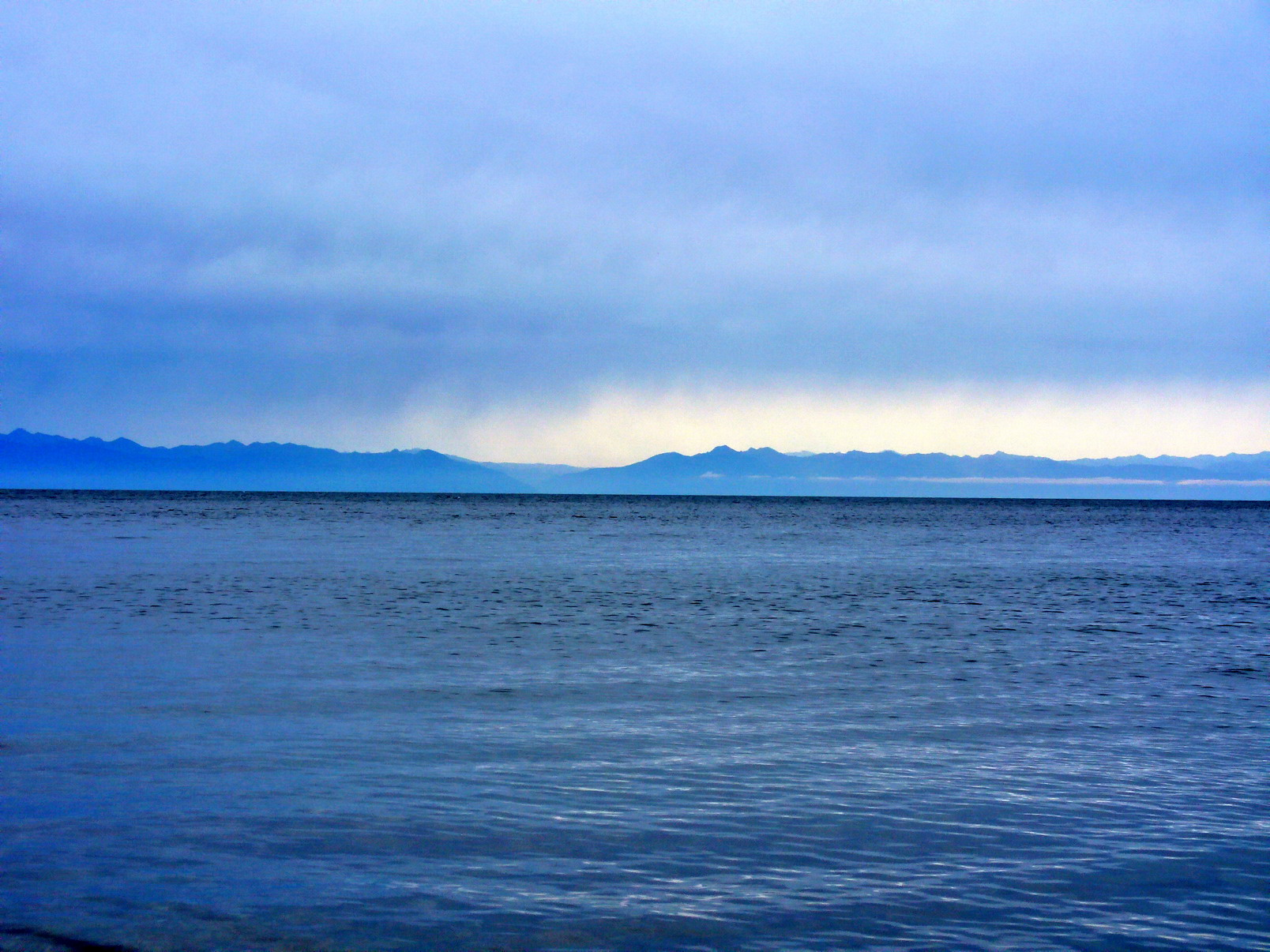
Los montes Jamar-Dabán vistos desde lago Baikal.
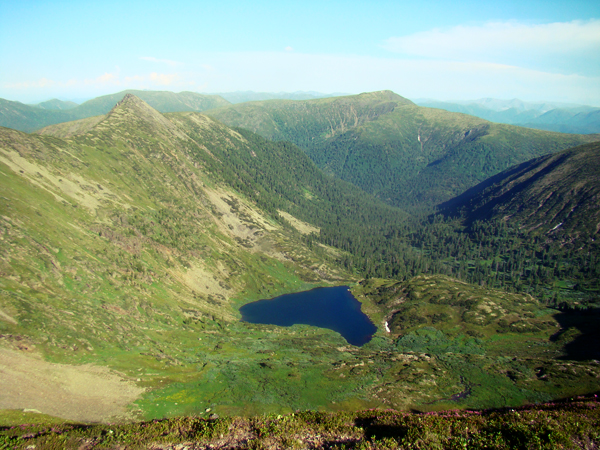
Lago Serdtse.
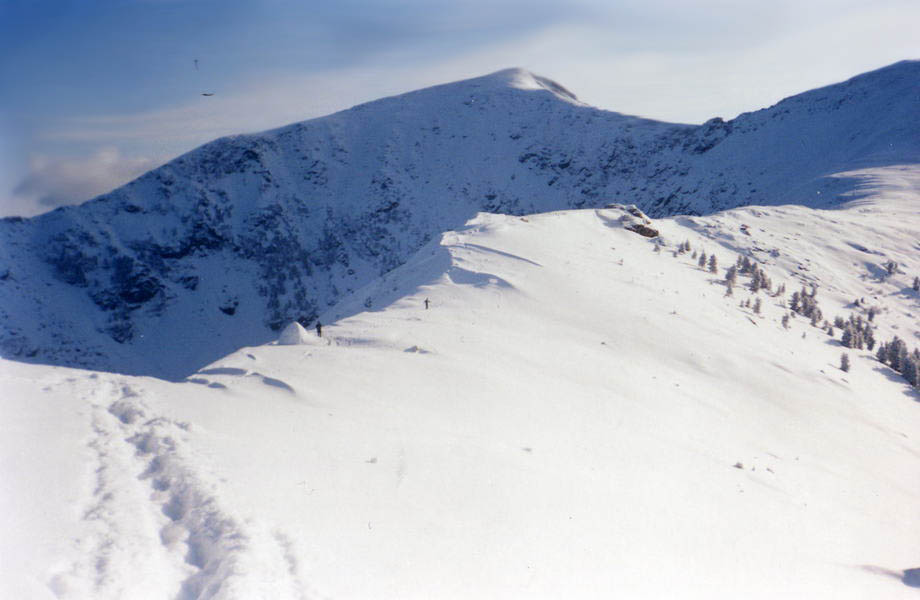
Pico Chérskogo.